# Dobrzyń nad Wisłą (gmina)
Dobrzyń nad Wisłą (do 1954 gmina Chalin) – gmina miejsko-wiejska w Polsce położona w województwie kujawsko-pomorskim, w powiecie lipnowskim, utworzona z dniem 1 stycznia 1973 roku z połączenia miasta Dobrzynia nad Wisłą z gromadami: Grochowalsk oraz Dobrzyń nad Wisłą, powstałą wcześniej z części terytorium gromad: Dyblin i Lenie Wielkie oraz przyległych części innych sąsiednich gromad, jak również obrzeży samego miasta Dobrzynia, tzw. Rumunki Zachodnie i Wschodnie, a także po przyłączeniu gromady Chalin. W latach 1975–1998 gmina administracyjnie należała do województwa włocławskiego.
Siedziba władz gminy to miasto Dobrzyń nad Wisłą.
Według danych z 30 czerwca 2007 gminę zamieszkiwało 7908 osób.

## Struktura powierzchni
Według danych z roku 2002 gmina Dobrzyń nad Wisłą ma obszar 115,44 km², w tym:
- użytki rolne: 83%
- użytki leśne: 3%

Gmina stanowi 11,37% powierzchni powiatu.

## Demografia

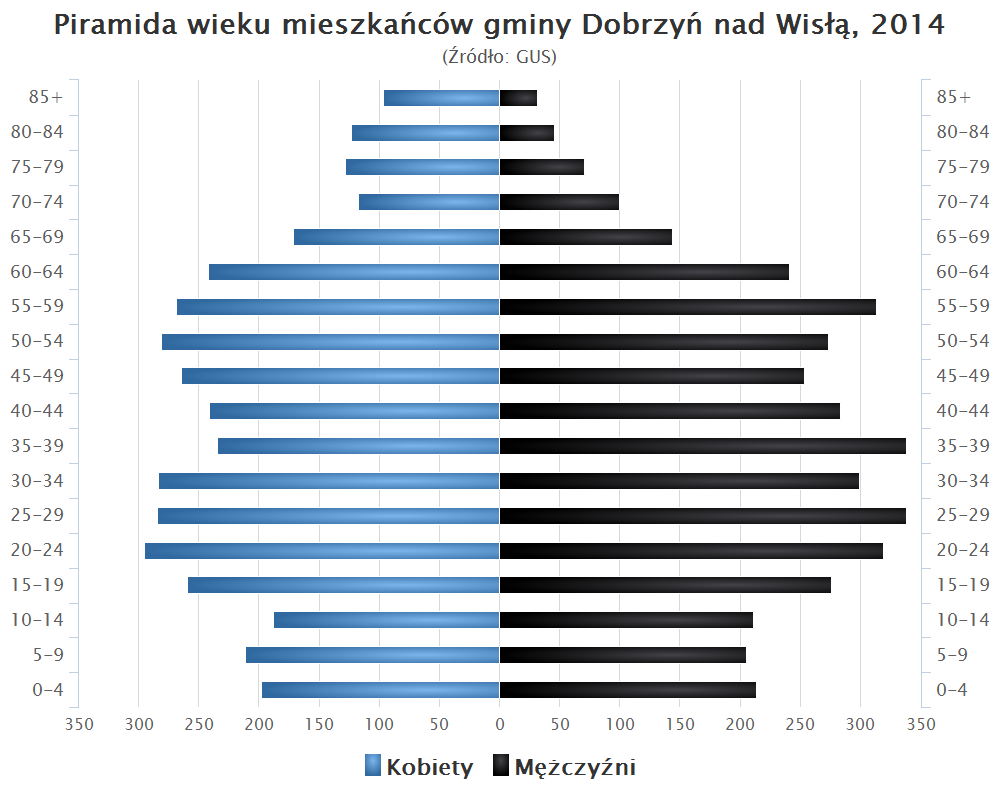
Piramida wieku mieszkańców gminy Dobrzyń nad Wisłą w 2014 roku

Dane z 30 czerwca 2004:
| Opis                              | Ogółem | Ogółem | Kobiety | Kobiety | Mężczyźni | Mężczyźni |
| --------------------------------- | ------ | ------ | ------- | ------- | --------- | --------- |
| jednostka                         | osób   | %      | osób    | %       | osób      | %         |
| populacja                         | 7999   | 100    | 4008    | 50,1    | 3991      | 49,9      |
| gęstość zaludnienia (mieszk./km²) | 69,3   | 69,3   | 34,7    | 34,7    | 34,6      | 34,6      |

## Zabytki
Wykaz zarejestrowanych zabytków nieruchomych na terenie gminy:
- zespół dworski z drugiej połowy XIX w. w Bachorzewie, obejmujący: drewniany dwór z lat1866-1868; park, nr 143/A z 14.08.1984 roku
- zespół dworski z pierwszej połowy XIX w. w Chalinie, obejmujący: dwór; park; kuźnię; rządcówkę; wozownię, nr A/1249 z 11.05.1987 roku
- kościół klasztorny franciszkanów, obecnie parafia pod wezwaniem Wniebowzięcia Najświętszej Maryi Panny z XV w. w Dobrzyniu nad Wisłą, nr 61/A z 17.02.1981 roku
- zespół cmentarza parafialnego z pierwszej połowy XIX w. w Dobrzyniu nad Wisłą, obejmujący: cmentarz; kaplicę z drugiej połowy XIX; ogrodzenie z bramą z drugiej połowy XIX w., nr 351/A z 20.09.1994 roku
- zespół dworski z pierwszej połowy XIX w. w Dyblinie, obejmujący: dwór; park; spichlerz; czworaki, nr 227/A z 11.05.1987 roku
- drewniany kościół parafii pod wezwaniem Świętego Krzyża z 1784 roku w Grochowalsku, nr A/433 z 15.11.1982 roku
- zespół dworski z końca XIX w. w Grochowalsku, obejmujący: dwór; park; gorzelnię, nr 220/A z 11.05.1987 roku
- park dworski z drugiej połowy XVIII w. w Kamienicy, nr 228/A z 11.05.1987 roku
- zespół dworski w Krojczynie, obejmujący: dwór z 1910; park z przełomu XVIII/XIX w.; ogrodzenie, nr 225/A z 11.05.1987 roku
- zespół dworski w Leniach Wielkich, obejmujący: dwór z połowy XIX w.; park z pierwszej połowy XIX w.; drewnianą stodołę z pierwszej połowy XIX w., nr A/1386/1-3 z 11.05.1987 roku
- cmentarz parafialny z drugiej połowy XIX w. w Mokowie, nr 391/A z 16.08.1996 roku
- zespół dworski z początku XIX w. w Płomianach, obejmujący: dwór; park; spichrz; czworak, nr 224/A z 11.05.1987 roku.

## Sołectwa
Bachorzewo, Chalin, Dyblin, Glewo, Główczyn, Grochowalsk, Kamienica, Kisielewo, Kochoń, Kolonia Chalin, Krępa, Krojczyn, Lenie Wielkie, Michałkowo, Mokowo, Mokówko, Płomiany, Ruszkowo, Strachoń, Stróżewo, Szpiegowo, Tulibowo, Wierznica, Zbyszewo.

## Pozostałe miejscowości
Chudzewo, Czartowo, Łagiewniki, Mokre, Skaszewo, Wierzniczka.

## Sąsiednie gminy
Brudzeń Duży, Fabianki, Tłuchowo, Wielgie, Włocławek (gmina wiejska), Włocławek (miasto)